# Латину (Браила)
Латину (рум. Latinu) насеље је у Румунији у округу Браила у општини Максинени. Oпштина се налази на надморској висини од 9 m.

## Становништво
Према подацима из 2002. године у насељу је живело 711 становника, од којих су сви румунске националности.